# Tom Olsson (konstnär)
Tom Olsson, född den 8 januari 1941 i Trelleborg, är en svensk målare, grafiker och illustratör.

## Biografi
Olsson har studerat porträttmåleri vid Grafikskolan Forum i Malmö.
Tom Olsson har varit Art Direcor och kreativt ansvarig på reklambyrån AD-gruppen AB. Han har varit huvudägare för byrån sedan 1981.

## Konstnärskap
Som illustratör är Olsson känd bland annat för att på uppdrag av Malmö stad och Banverket att ha tecknat det visuella underlaget för regeringens ställningstagande till byggandet av Öresundsbron och Citytunneln (1988/89).
I Simrislund, strax söder om Simrishamns hamn, har Tom Olsson sin sommarateljé. Här har han sina påsk- och sommar utställningar och här håller han sina kurser i landskapsmåleri och färglära.
70-årsdagen 2011 celebrerades med en separatutställning på Trelleborgs konstmuseum ”60 år efter debuten som 10-åring”.

## Utställningar och representation
Tom Olsson har haft separatutställningar på ett flertal platser  som Galleri Bo Landsiö, Malmö. Söderslätts Konstförening, Biblioteket i Åstorp samt Skånes konstförenings höstsalonger, Malmö 1978, 1980, 1981 och 1983.
I samband med sin 70-årsdag hade han en separatutställning på Trelleborgs Konstmuseum 2011. 
Årliga utställningar har han (påskveckan) i Simrislundsateljen, Simrishamn.
Hans finns representerad på Eslövs kommun, Kristianstad kommun, Trelleborgs museum, Svedala och Åstorps kommun samt ett flertal sydsvenska företag.